# 成渝客运专线
成渝高速鐵路，簡稱成渝高鐵，又稱為成渝客運專線，是中国一条连接四川省成都市与重庆市的城际高速铁路，是“十一五”国家重点铁路建设项目以及《中长期铁路网规划》沪汉蓉快速客运通道的重要组成部分，线路全长307公里，最高运营速度350公里/小时。 重庆段和四川段分别于2010年3月22日和11月10日开工，2015年12月26日建成通车。

## 背景和建设历史

### 建设背景
成都和重庆两座城市之间的铁路历史可以追溯至清末，英国、法国等国曾向清政府提议建筑川汉铁路，成渝之间的铁路属于其西段。1907年四川总督锡良奏请清政府自主建设这条铁路的提议得到四川民间的广泛支持，并也得到清政府的批准。次年1月在成都成立川汉铁路总公司（后改为铁路有限公司）。之后因多种原因，铁路迟迟未能建成。中华人民共和国成立后第一条完工的铁路即成渝铁路，修建于1950年6月15日至1952年7月1日间。1987年12月24日成渝铁路电气化工程建成完工。2006年5月1日，中国首段无砟轨道的城际列车成遂渝铁路贯通，2007年7月7日成遂渝铁路开行“先锋号”动车组，两年后的9月28日铁路开行和谐号CRH1型动车组列车，至此成渝之间铁路旅行时间缩短至2小时。成渝客运专线即继老成渝铁路、成遂渝铁路后修建的第三条连接成渝地区的铁路交通走廊。

### 大事记
- 2009年在成都召开了成渝高铁预可研专家评审会，会议上选定了成渝高铁从成都出经内江至重庆永川的南线方案[5]。
- 在2010年经国家发改委批准成渝高铁项目建议书后[6]，2010年3月22日，成渝客运专线重庆段开工建设。
- 2010年11月10日，成渝客运专线四川段开工建设。[7]
- 2014年4月30日，成渝客运专线龙泉山隧道贯通。[8]
- 2015年5月，成渝客运专线完成静态验收，6月1日开始进行联调联试[9]。
- 2015年9月，成都东至永川东区段进行综合检测列车测试工作。[10]
- 2015年11月，重庆北动车所开始配属CRH380D型动车组，用于成渝客专。[1]
- 2015年12月25日，成渝高速动车组列车开始售票[11]，次日开通运营[12][13]。
- 2018年1月25日，沙坪坝站投入运营[14]。
- 2020年12月24日，成渝客运专线复兴号投入使用，成渝间最短用时从78分钟缩短至62分钟[15]。此外，部分车次开始试点靜音車廂[16]。
- 2021年1月20日，成渝客运专线计划以350km达速运行[17]。

## 线路走向
成渝客运专线西起位于成都东部的成都东站，出东站后沿东北西南方向，与成昆铁路、成贵客运专线分路后沿西北东南走向。在跨域东风渠穿龙泉山后驶入简阳市东北境，之后经过简阳贾家镇南，跨越沱江支流绛溪河上游，在抵达简阳南站后，走向偏向南，跨越沱江以及成渝铁路抵达资阳市区东部，设资阳北站，沿着沱江东岸向东南。过资阳石岭镇西南部地区后驶入资中县北境，在资中市区北部设资中北站，之后两次跨越沱江，在内江市区正东北东兴区设内江北站。跨沱江右支小青龙河后入隆昌市北境，在界石镇设隆昌北站，来到四川省南部与重庆市交界地区。过隆昌北站后渐渐由西北东南向转为西向，开始进入重庆市境内。
过隆昌北站后向东行驶，跨渔箭河进入重庆市荣昌区西境，过濑溪河后进入荣昌区市区，在市区东北设荣昌北站。后经大足南、永川东、璧山、沙坪坝抵达重庆站，但由于初期因沙坪坝站、重庆站改造无法如期，所以在过璧山站后从半边山线路所转向北，经过芭蕉沟线路所、歌乐山站，在井口站向东进入渝怀铁路至重庆北站（在重庆北站渝怀场的西侧，从遂渝上行线（即井口-重庆北方向）引出渡线，从西侧引入渝万场/北广场），全程设12个车站，其中四川境内185.5公里，重庆境内122.7公里，线路全长308.2公里。2018年1月25日沙坪坝站和重庆西站开通后，部分列车改为停靠沙坪坝站或重庆西站，不再停靠重庆北站。

## 线路运营
2015年12月26日至2016年1月9日，成渝高速动车组每日开行23对，包括成都东至重庆北20对、成都东至内江北2对、重庆北至内江北1对。2016年1月10日起，成渝客专每日开行32对高速动车组列车，包括成都东至重庆北29对、成都东至内江北2对、重庆北至内江北1对，车型均为CRH380D型动车组。根据中国交通运输部的消息称在客运专线开通运营3天累计发送旅客达到8.49万人。
2018年1月25日，重庆西站和沙坪坝站开通后，成渝客运专线开行了跨线列车，部分列车为C、D字头列车，时速为250公里/小时。

### 票价
中国铁路客户服务中心网站显示，成渝高速动车组列车成都东-重庆北二等座全程票价154元，二等座票价相比成遂渝动车组列车多出逾50%。2018年1月25日沙坪坝站和重庆西站开通后，成都东至沙坪坝二等座全程票价144.5元，成都东至重庆西G字头列车二等座全程票价146元，经成渝客运专线运行的C、D字头列车二等座全程票价121元。2020年10月24日，成渝铁路客运专线有限责任公司在中国铁路客户服务中心网站发布公告称将自2020年12月23日起对列车票价进行优化调整，根据客流情况，区分季节、时段、席别、区段等，建立灵活定价机制，后于同年12月24日启用新价格，成都东至沙坪坝二等座全程票价最高157元。

### 公交化
依托铁路电子客票，推出计次车票和定期票两种新票制，铁路e卡通满足旅客在成渝高铁随到随走的出行需求。

## 列车

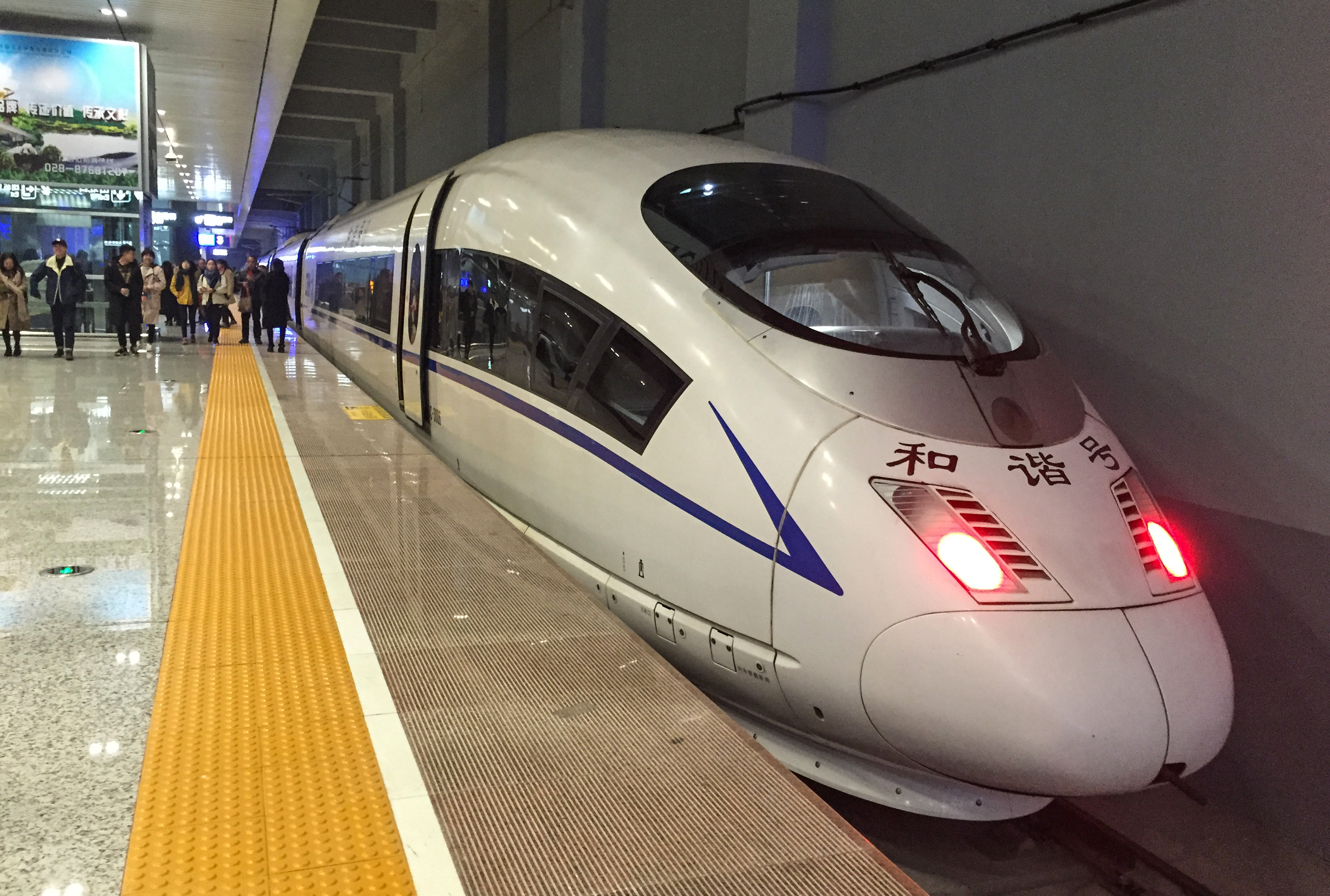
CRH3C-3006担当的G8503次列车停靠沙坪坝站

成渝客运专线开通初期采用CRH380D型动车组运营。CRH380D型动车组是四方庞巴迪在CRH1型动车组基础上发展而来的衍生车型，该车原型车为ZEFIRO 380高速动车组平台。该车每列编组8节车厢，全长215.3米、高4.16米、宽3.3米，定员约560人，可持续以350km/h的高速度运行。
随着京津城际铁路大量运营CR400BF复兴号高速动车组，其淘汰的CRH3C型动车组被转配成都局集团，用于成渝客专的运营。CRH3C是中国首批350km/h级别动车组型号，衍生自德国西门子ICE-3型动车组，由原中国北车集团唐山轨道客车有限责任公司生产制造，并最早在2008年投入运营。列车每编组8节车厢，全长200.8米、高3.89米、宽3.27米，定员601人。然而该车上线后，因为长期运行导致的车体老化与轮组材质过软导致的磨损问题，致使乘坐舒适度并不尽人意。
2020年12月24日，成渝客专CR400AF复兴号高速动车组投入使用，成渝间最短用时从78分钟缩短至62分钟。这些一站直达列车被命名为“双城bus”，bus既取巴士之意，也和四川话中“巴适”同音。
2021年7月1日，CR400AF-Z智能動車組於成渝客专投入使用

## 车站
成渝客运专线沿线设成都东、简阳南、资阳北、资中北、内江北、隆昌北、荣昌北、大足南、永川东、璧山、沙坪坝、重庆12个车站。全线除成都东站、沙坪坝站、重庆站为既有车站之外，其余全为新建车站，重庆站、沙坪坝站进行改扩建。
| 车站名称     | 所在区域 | 所在区域 | 所在区域 | 启用日期                             | 连接铁路                           | 城市轨道交通换乘路线                                 |
| ------------ | -------- | -------- | -------- | ------------------------------------ | ---------------------------------- | ---------------------------------------------------- |
| 成渝客运专线 |          |          |          |                                      |                                    |                                                      |
| 成都东站     | 四川省   | 成都市   | 成华区   | 2011年5月8日                         | 遂成铁路 西成客运专线 成贵客运专线 | 成都地铁2号线 成都地铁7号线                          |
| 简阳南站     | 四川省   | 成都市   | 简阳市   | 2015年12月26日                       |                                    |                                                      |
| 资阳北站     | 四川省   | 资阳市   | 雁江区   | 2015年12月26日                       |                                    |                                                      |
| 资中北站     | 四川省   | 内江市   | 资中县   | 2015年12月26日                       |                                    |                                                      |
| 内江北站     | 四川省   | 内江市   | 东兴区   | 2015年12月26日                       | 绵泸高速铁路                       |                                                      |
| 隆昌北站     | 四川省   | 内江市   | 隆昌市   | 2015年12月26日                       |                                    |                                                      |
| 荣昌北站     | 重庆市   | 重庆市   | 荣昌区   | 2015年12月26日                       |                                    |                                                      |
| 大足南站     | 重庆市   | 重庆市   | 大足区   | 2015年12月26日                       |                                    |                                                      |
| 永川东站     | 重庆市   | 重庆市   | 永川区   | 2015年12月26日                       |                                    |                                                      |
| 璧山站       | 重庆市   | 重庆市   | 璧山区   | 2015年12月26日                       |                                    | 重庆云巴                                             |
| 沙坪坝站     | 重庆市   | 重庆市   | 沙坪坝区 | 1979年（老站） 2018年1月25日（新站） | 梨菜线                             | 重庆轨道交通环线 重庆轨道交通1号线 重庆轨道交通9号线 |
| 重庆站       | 重庆市   | 重庆市   | 渝中区   | 1952年（老站）                       | 成渝铁路 渝黔城际铁路              |                                                      |